# پیوند داتیو

نمونه‌ای از تشکیل پیوند داتیو در یون آمونیوم

پیوند داتیو (به انگلیسی: Dative bond) یا پیوند کئوردینانسی (به انگلیسی:Coordinate bond) نوعی پیوند کووالانسی بین دو اتم است که دو الکترون از یک اتم وارد اوربیتال اتم دیگر می‌شوند. بسیاری از ترکیبات شیمیایی از جمله ترکیبات کمپلکس در شیمی معدنی پیوند داتیو دارند.

## قطبیت پیوند داتیو (کئوردینانس)
به این دلیل که دو الکترون پیوندی بین اتم‌ها در تشکیل پیوند داتیو از یک اتم است، قطبیت این پیوند بیشتر از پیوندهای کووالانسی دیگر است که یک الکترون از هر اتم در پیوند مشارکت دارد. اتم الکترون‌دهنده پس از تشکیل پیوند به صورت کاتیون و اتم الکترون‌گیرنده به صورت آنیون در نمی‌آید. بنابراین پیوند داتیو پیوند یونی نیست اما می‌توان مولکول تشکیل‌شده را به عنوان ترکیبی دارای کاتیون هم در نظر گرفت. پیوند داتیو در واقع پیوندی است که در آن یک اتم هر دو الکترون خود را به اشتراک می‌گذارد.

## غیرفلزات شرکت‌کننده در پیوند داتیو (کئوردینانس)
اتم‌های الکترون‌دهنده در پیوند داتیو باید جفت‌الکترون آزاد در لایهٔ الکترونی (لایهٔ والانس یا ظرفیت) خود داشته باشند. از نمونهٔ این اتم‌ها می‌توان به اکسیژن (با دو جفت‌الکترون آزاد) و نیتروژن (با یک جفت‌یالکترون آزاد) اشاره کرد.

## فلزات شرکت‌کننده در پیوند داتیو (کئوردینانس)
از عنصرهایی که در پیوند داتیو شرکت می‌کنند، می‌توان به آلومینیم عنصر فلزی و بور عنصر شبه‌فلزی اشاره کرد که هر دو از گروه ۱۳ جدول تناوبی عناصر شیمیایی هستند. این دو به دلیل داشتن اوربیتال خالی با لیگاندهای دارای جفت‌الکترون آزاد، پیوند داتیو می‌دهند.